# Kofi (nome)
Kofi è un nome proprio di persona maschile Akan. Significa letteralmente “nato di venerdì”.  Il nome è diffuso in Africa occidentale, in particolare in Ghana e in Costa d'Avorio. Kofi è uno dei sette prenomi maschili Akan definiti kradin, cioè il nome legato all'anima di ogni persona, stabilito in base al giorno della settimana in cui è venuta al mondo. Ad esso si accostano altri nomi in base alla storia e alla posizione sociale della famiglia del nascituro. Per esempio Nana Kofi se appartiene a una famiglia nobile, oppure Kofi Afryie se è nato dopo una gravidanza difficile. 

## Varianti maschili
Fra le varianti vi sono Cuffy e Cuffee (Giamaica), Koffi, Fiifi, Fi (Fante), Koffi, Affoué (Costa d'Avorio).

## Variante femminile
Secondo la tradizione, il nome varia in base al sesso del nascituro. La variante femminile in twi è Afia “nata di venerdì”.

## Origine e diffusione
Presso gli Akan il venerdì (Afiada in dialetto twi) era dedicato alla divinità Afi, di conseguenza ogni bambino nato quel giorno si chiama Kofi. Ad Afi sono associati il viaggio e la partenza, la creatività, l'innovazione; si ritiene che tali tratti siano parte delle persone nate venerdì. 
Il nome Kofi è diffuso in Ghana, in particolare presso gli Ashanti, i Fante e gli Akuapim ma è frequentemente usato anche dalle popolazioni ivoriane e togolesi di etnia Akan, presso i discendenti dei Coromanti e degli Akan deportati in Giamaica. 

## Persone

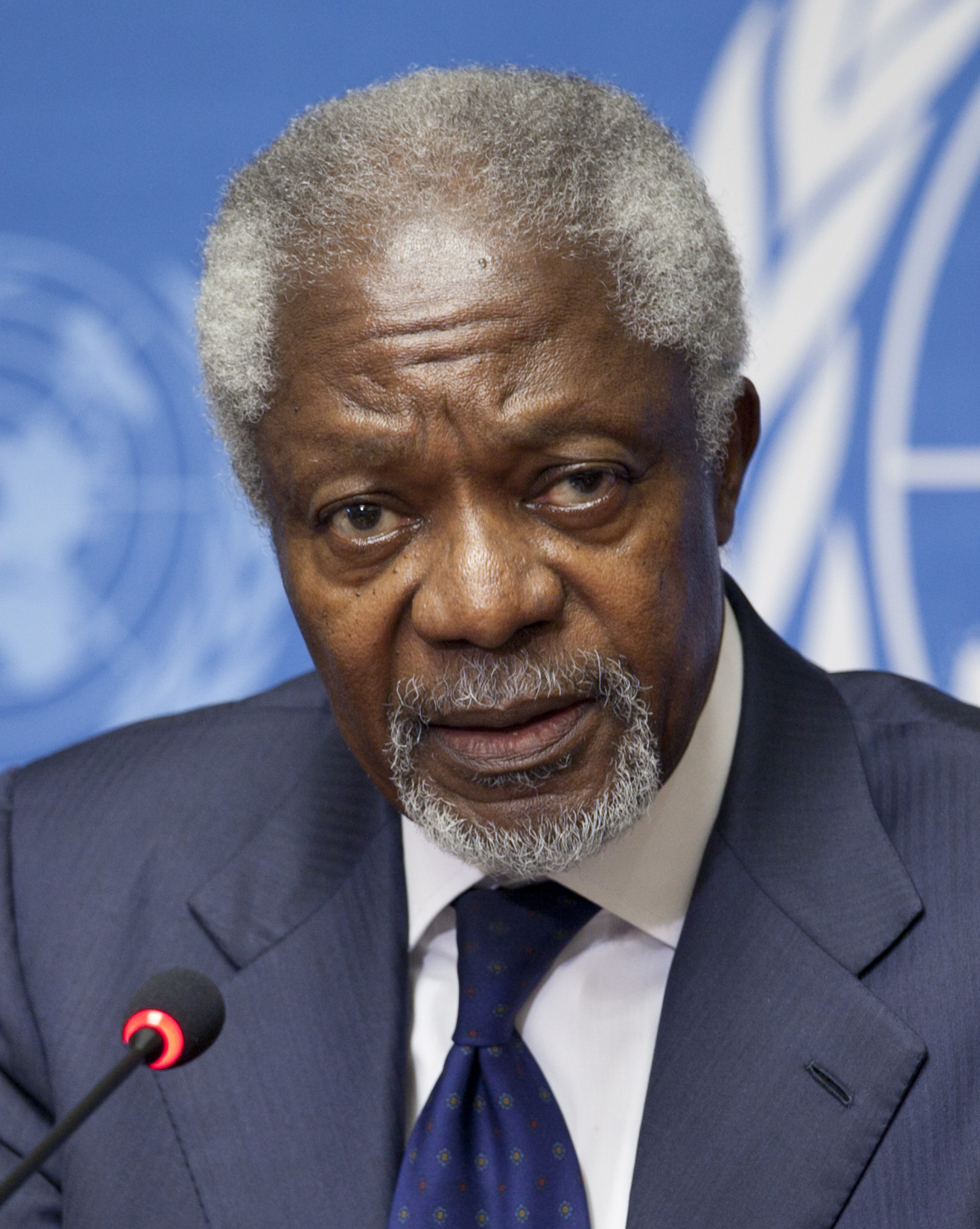
Kofi Annan

- Kofi Annan, politico e diplomatico ghanese
- Kofi Danning, calciatore ghanese naturalizzato australiano
- Kofi Kingston, wrestler statunitense
- Kofi Pare, calciatore ghanese
- Kofi Setordji, artista ghanese

### Variante Koffi
- Koffi Dan Kowa, calciatore nigerino
- Koffi Djidji, calciatore francese
- Koffi Ndri Romaric, calciatore ivoriano
- Koffi Olomide, cantante, produttore discografico e compositore della Repubblica Democratica del Congo